# 電子メイド手帖 恋のいろは
『電子メイド手帖 恋のいろは』（でんしメイドてちょう こいのいろは）は、SNKプレイモア（現・SNK）より発売される予定だったニンテンドーDS専用ソフト。

## 概要
2006年に『どきどき魔女裁判』・『キミの勇者』とともに発表。2007年の発売を予定していたが、中止となった。
対戦格闘ゲーム『サムライスピリッツ 天下一剣客伝』の登場人物・いろはを教育する育成ゲームで、1日5分の「しつけタイム」で教えこんだ物事により、いろはの言葉使いや性格が決定される。電子手帳の機能も持ち、スケジュールをいろはが管理する。着せ替え要素もあり、衣装は部位ごとに合計100種類以上が用意されている。
本作の新規キャラクターとしてつなみの存在が発表されている。しかし、発売されていない本作より先に携帯電話用アプリゲームの『Days of Memories』シリーズや『恋のいろは』シリーズに登場している。